# Distrito de Leiría
El distrito de Leiría (en portugués distrito de Leiria) es uno de los dieciocho distritos que, junto con Madeira y Azores, forman Portugal. Con capital en la ciudad homónima, limita al norte con Coímbra, al este con Castelo Branco y Santarém, al sur con Lisboa y al oeste con el océano Atlántico. 
Está dividido entre las provincias tradicionales de Beira Litoral y de Estremadura. Área: 3508,89 km² (13º mayor distrito portugués). Población residente (2001): 470 930 habs. Densidad de población: 134,21 hab./km². 

## Subdivisiones
El distrito de Leiría se subdivide en los siguientes 16 municipios:
- Alcobaza
- Alvaiázere
- Ansião
- Batalha
- Bombarral
- Caldas da Rainha
- Castanheira de Pêra
- Figueiró dos Vinhos
- Leiría
- Marinha Grande
- Nazaré
- Óbidos
- Pedrógão Grande
- Peniche
- Pombal
- Porto de Mós

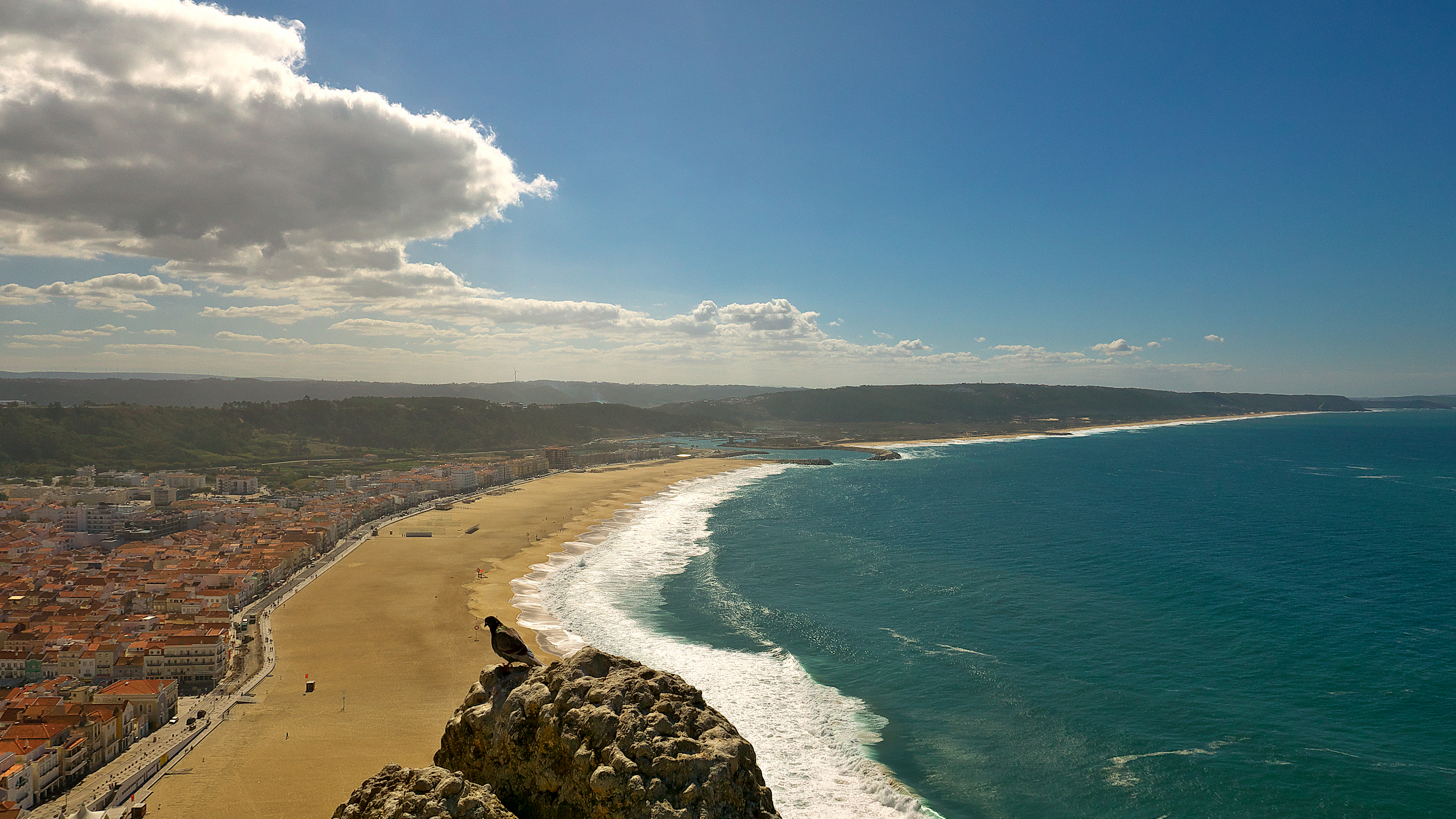
Playa de Nazaré

En la actual división principal del país, el distrito se divide en dos NUTS de Portugal, el Oeste y Valle del Tajo y la Región del Centro, distribuyéndose sus municipios por las Nomenclaturas de unidades territoriales con fines estadísticos (NUTIII) del Oeste (que se integró en el nuevo NUTII creado en 2023) y Región de Leiria. En resumen:
- Oeste y Valle del Tajo
  - Oeste
    - Alcobaza
    - Bombarral
    - Caldas da Rainha
    - Nazaré
    - Óbidos
    - Peniche

- Región Centro
  - Región de Leiria
    - Alvaiázere
    - Ansião
    - Castanheira de Pêra
    - Figueiró dos Vinhos
    - Pedrógão Grande
    - Batalha
    - Leiría
    - Marinha Grande
    - Pombal
    - Porto de Mós